# Tomás Ortiz
Tomás Ortiz (1978) es un escritor español ganador de varios premios literarios.

## Biografía
Comenzó su carrera trabajando en diversos medios de comunicación. Es el coordinador editorial de un importante grupo de comunicación perteneciente a la compañía Schibsted. Aficionado a escribir relatos desde los 10 años, ya a los doce comenzó a ganar premios literarios. Fue elegido ganador del II Premio Odisea de Literatura con la novela de temática gay Te esperaré (2000). A partir de Contactos (Libido, 2001), Seguiré aquí cuando despiertes (Odisea, 2003), y Los amigos de Sebastián, se ha convertido en un autor de referencia entre los escritores de su generación.
En septiembre de 2004 fue miembro del jurado del XXXV Premio Ciudad de Alcalá de narrativa. Ha ejercido también como editor y corrector de novelas. Entre los premios literarios que ha conseguido destacan el Certamen de Cuentos Monte del Gurugú organizado por la Universidad de Alcalá y el Certamen Literario Tito del Instituto Marqués de Suances (Madrid). 
Su última novela es Tu otra mitad, que ha redondeado su visión sobre el amor y otro tipo de relaciones de dependencia.

### Novelas
En el año 2000, y con tan sólo 22 años, Tomás Ortiz consiguió ser el ganador en la segunda edición del premio Odisea de Literatura, con su novela de temática gay Te esperaré. Su siguiente novela, Seguiré aquí cuando despiertes, supone la consolidación del autor. Sus últimas novelas hasta la fecha son Los amigos de Sebastián (2006) y Tu otra mitad (2008).

### Críticas
El autor, gracias a un uso del lenguaje con una dosis de extraña fascinación (...) nos habla de la soledad y de la dolorosa y brutal necesidad de amor que necesita el ser humano (...). Creo que Ortiz ha creado uno de los personajes más dotados de pathos de la literatura española actual
Juán Ángel Juristo en ABC[cita requerida]

Tomás Ortiz nos ofrece una novela emotiva, bien estructurada, bien escrita y bien resuelta.
Jaime Díaz en Shanguide[cita requerida]

Una novela gratificante y emotiva.
Guía Zero[cita requerida]